# O Triunfo de Baco
O Triunfo de Baco é uma pintura de Velázquez. Está localizada no Museu do Prado, em Madrid. Representa o deus Baco cercado por bêbados. ( Baco,  conhecido como o Deus Dionísio) Também é conhecida como Los borrachos ("Os bêbados").
Velázquez pintou o quadro após chegar em Madrid, vindo de Sevilha, entre 1626 e 1628, logo antes de sua viagem pela Itália. Em Madrid, Velázquez pôde contemplar a coleção de pinturas italianas do rei. O pintor ficou impressionado pelos nus, assim como pelo tratamento da temática mitológica.
A obra foi pintada para Filipe IV de Espanha.

## Tema
A pintura apresenta uma cena em que aparecem o deus Baco coroando, com uma coroa de folhas de videira, um dos sete bêbados a sua volta. O homem coroado pode ser um poeta inspirado pelo vinho. Outro personagem semi-mitológico observa a coroação. Alguns dos personagens que acompanham a coroação olham para o espectador e sorriem.
Baco é representado como o deus que recompensou ou presenteou o ser humano com o vinho, que temporariamente os livra de seus problemas. Na literatura barroca, Baco é considerado uma alegoria sobre libertação humana da escravidão da vida diária. É possível que Velázquez tenha feito uma paródia da alegoria, por considerá-la medíocre.

## Descrição
Na obra, o deus é representado como uma pessoa, mas sua pele é mais clara que a dos demais, para que possa ser mais facilmente reconhecido.
A cena pode ser dividida em duas partes. À esquerda, há a figura de Baco, bem iluminada, semelhante ao estilo italiano inspirado por Caravaggio. Baco e o personagem atrás dele remetem à mitologia clássica e são representados da maneira tradicional. Nota-se a idealização da face do deus, a luz que o ilumina e um estilo mais classicista. O lado direito apresenta alguns bêbados, homens da rua que nos convidam a entrar na festa, com uma atmosfera bem espanhola, similar ao estilo de José de Ribera. Não há nenhuma idealização neles, que apresentam faces grandes e desgastadas. A luz que ilumina Baco não está presente neste lado, e as figuras são imersas em um chiaroscuro evidente. Ademais, as pinceladas são mais impressionistas.
Velázquez introduz nesta obra um aspecto profano em um assunto mitológico, uma tendência que ele viria a cultivar mais durante os anos seguintes.
Há vários elementos que dão naturalismo à obra, como a garrafa e o jarro que aparecem no chão, próximas ao pé do deus, e o realismo do corpo da divindade. Jogando com o brilho, Velázquez deu relevo e texturas à garrafa e ao jarro, criando algo similar a uma natureza morta. Estes objetos são bastante similares aos que aparecem em pinturas do período sevilhano de Velázquez.

## Influência
Pode ser observada no quadro a influência de Rubens (alguns diriam que Rubens deu conselhos diretos sobre a pintura); Caravaggio, cujas cenas com retratos de Baco são semelhantes; e Ribera, cujos retratos de sábios populares, por vezes parecidos com mendigos, inspiraram Velázquez.